# Marem Arapjánova
Marem Ajmétovna Arapjánova (en ruso: Маре́м Ахме́товна Арапха́нова; 20 de abril de 1963 - 26 de septiembre de 2002) fue una maestra de escuela de primaria de Ingusetia que recibió póstumamente el título de Heroína de la Federación de Rusia por enfrentarse a un grupo de rebeldes chechenos fuertemente armados bajo el mando de Ruslan Gelayev, durante la invasión de su localidad de Galashki. Es la primera mujer de origen caucásiano en recibir dicho título.

## Biografía
Marem Arapjánova nació el 20 de abril de 1963 en una familia de etnia ingusetia en la pequeña localidad rural de Alkun en la Unión Soviética. Se convirtió en maestra de escuela primaria en 1996, después de haber completado la escuela secundaria en 1981.
Durante la noche del 26 de septiembre de 2002, aproximadamente ciento cincuenta rebeldes chechenos fuertemente armados entraron en la ciudad de Galashki a través de Georgia y comenzaron a saquear propiedades ingush, buscando reponer su suministro de alimentos antes de una misión de reconocimiento. Al ser despertada por el ruido de un grupo de saqueadores irrumpiendo en la casa y saqueando la cocina en busca de comida, Marem intentó ahuyentar a los militantes gritándoles en voz alta y comenzó a recuperar bolsas de harina y patatas robadas de su casa - despertando a muchos de sus vecinos y frustrando los planes de los militares de pasar silenciosamente por Galashki. Ella les había dicho a sus hijos pequeños y a su esposo, Ajmed Jamjoev, que se quedaran en el sótano por su propia seguridad, pero al escuchar sus gritos, Ajmed abandonó el sótano para acudir en su ayuda. Los militares intentaron silenciarla disparando a su esposo, pero Marem saltó frente a él y recibió fatalmente el fuego de la ametralladora. Sus gritos y la conmoción que siguió habían alertado a los vecinos y obligaron a los chechenos a abandonar Galashki.
Fue declarada póstumamente Heroína de la Federación de Rusia el 3 de junio de 2003 por advertir a sus vecinos de la presencia de los militantes chechenos y frustrar su misión a costa de su propia vida. Además, una escuela en Magás (Ingusetia) lleva su nombre.